# Деніел Аджей
Де́ніел Йо Адже́й (англ. Daniel Yaw Agyei (Adjei); 10 жовтня 1989, Дансоман) — ганський футболіст, воротар. Зараз виступає за клуб «Ліберті Профешиналз».

## Кар'єра
Деніел Аджей почав кар'єру в молодіжній команді «Бі. Ті. Інтернешинл», звідки у січні 2007 року перейшов у «Ліберті Профешиналз». З цим клубом він дійшов до фіналу на Кубку Готія в Швеції. Після турніру Аджей був узятий в основний склад «Ліберті», витіснивши зі складу досвідчених воротарів команди. У 2009 році Аджей у складі «Ліберті» дійшов до третього туру чемпіонату Західної Африки.

## Міжнародна кар'єра
Аджей розпочав міжнародну кар'єру з виступу в складі молодіжної збірної Гани на молодіжній першості Африки 2009 року. У тому ж році він брав участь на чемпіонаті світу серед молодіжних команд, де Гана стала найсильнішою збірною у світі. Сам Аджей провів на турнірі усі 7 ігор, а у фіналі з Бразилією відбив 3 м'ячі в післяматчевій серії пенальті.
У листопаді 2009 року Аджей вперше був викликаний до складу першої збірної Гани на матч з Малі. 5 травня 2010 року Аджей зіграв свою першу гру за національну команду з Латвією, в цьому матчі ганці перемогли 1:0. У тому ж році він поїхав на чемпіонат світу.

## Титули і досягнення
- Чемпіон Африки (U-20): 2009
- Чемпіон світу (U-20): 2009
- Срібний призер Кубка африканських націй: 2010
- Переможець Всеафриканських ігор: 2011